# Śmierdzący Potok
Śmierdzący Potok – potok, prawy dopływ Bystrej o długości 2,34 km i powierzchni zlewni 2,1 km².

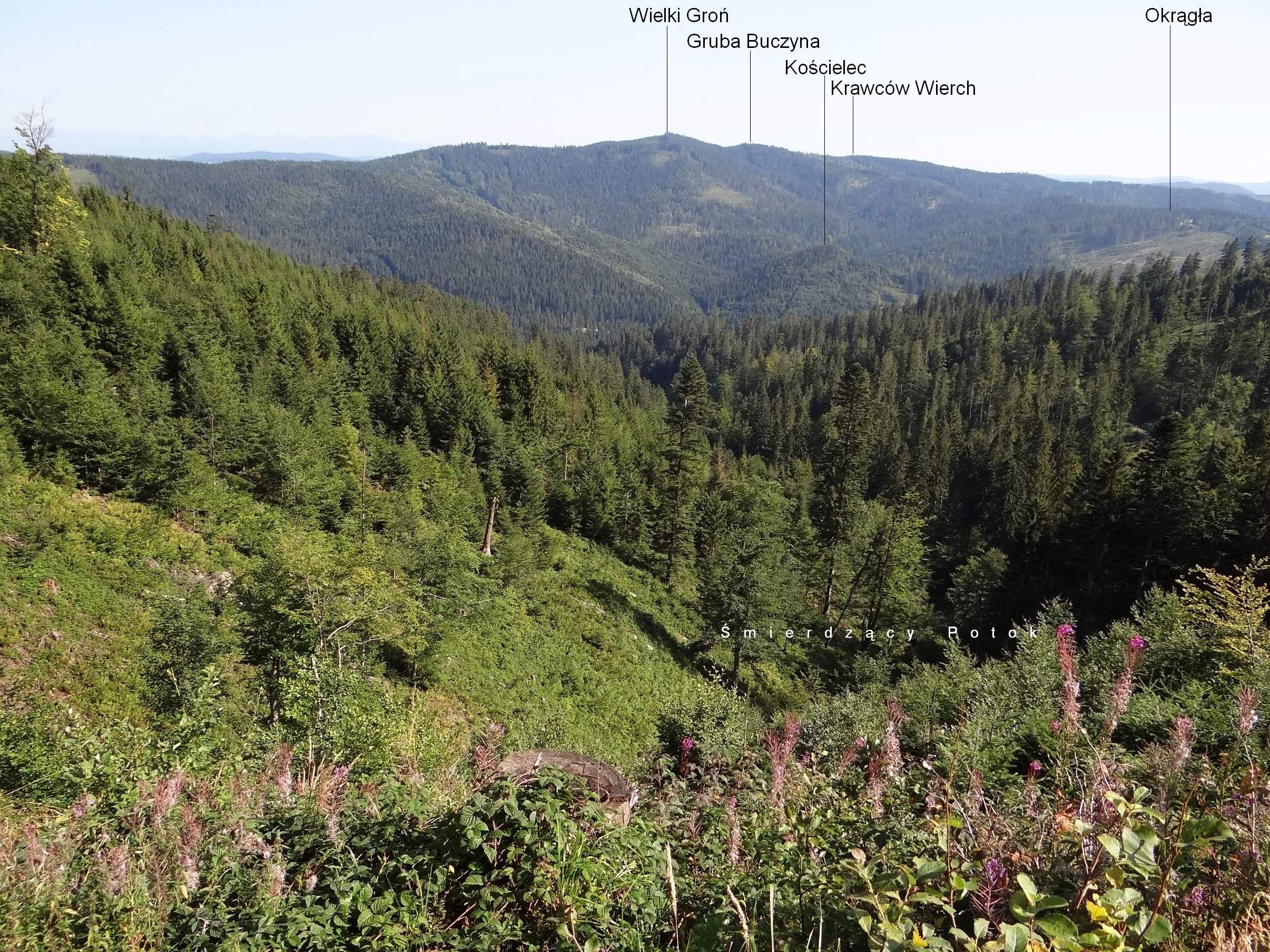
Dolina Śmierdzącego Potoku

Potok płynie w Beskidzie Żywieckim. Dwa źródłowe cieki potoku wypływają ze źródeł na wysokości około 1200 m na południowo-wschodnich stokach Boraczego Wierchu (1244 m) i są oddzielone jego południowo-wschodnią grzędą. Łączą się dopiero na wysokości około 760 m w górnej części należących do miejscowości Złatna osiedli Cerla i Huta. Do tego miejsca obydwa cieki Śmierdzącego Potoku spływają przez las, poniżej połączenia, aż do ujścia spływają przez obszar zabudowany i uchodzą do Bystrej na wysokości około 700 m.
W dolnej części Śmierdzącego Potoku, na osiedlu Cerla istnieje źródło wody mineralnej o zapachu siarkowodoru. Nazywane jest Śmierdzącą Wodą, jest obudowane i przykryte dachem. Na mapie Compass ma nazwę Źródła Matki Boskiej. 
Grzbietem Bacmańskiej Góry, wzdłuż Śmierdzącego Potoku prowadzi niebieski szlak turystyczny, prowadzący ze Złatnej przez Burą Polanę, Motykówkę, polanę Cerchla (gdzie przekracza potok) i Halę Rysianka na Romankę.